# دیولق
روستای دیولق در ۱۳ کیلومتری استان اردبیل ، شهرستان اردبیل، بخش مرکزی، دهستان سردابه قرار دارد و دقیق اولیه روستا بالای تپه باستانی قرار گرفته که گورهای دوره ی اشکانیان و ساسانی فراوانی در اطراف این روستا وجود دارد که احتیاج به کاوش باستانشناسی گسترده ای دارد . این روستا در حال حاضر به منطقه ای در پایین تپه آمده و به اصطلاح دِه جدید شناخته میشود , تنها میراث دِه قدیم که آن هم برای عصر معاصر است میتوان به مسجد قدیم که در سال ۱۳۲۷ بنا شده و خانه خشت و گِلی از خاندان یعقوبی، بجا مانده و آن هم به دلیل دوری از امکانات رفاهی زیربنایی خالی از سکنه شده .

## جمعیّت
بر اساس سرشماری تا سال ۱۳۹۴ جمعیّت این روستا ۱۲۰۰ نفر با ۲۸۸ خانوار بوده‌است.

## پیشینه تاریخی
آثاری و اشیاء قدیمی از جمله سفال های خاکستری , نخودی و ... , سلاح و ابزار الات جنگی از دوره های مختلف باقی مانده که با با مقایسه کردن انها با سفال دوره اشکانی و قبل از آن میتوان به این نتیجه رسید که زندگی به صورت عمومی از دوره اشکانی شروع شده و ظروف سنگی سیاه و مرمری روشن و ظروف فلزی مسی و مفرغ و پیدا شدن استخوان های زن و مرد در چند مورد و لوازم ارایشی آنها که این مکان را مسکونی اعلام میکنند .

### برخی از اثار تاریخی یافت شده
1. سلاحی که در جنوب غربی و حدود ۵ کیلومتری روستای دولق بدست آمده از نمونه هایی که در جمهوری آذربایجان بدست آمده ۱۵ سانتی متر بالاتر است که نشان از مردان قدرتمند جنگی را میدهد .
2. مهر استوانه ای از جنس مرمر با نقش ماهی و شیر می باشد که بدست حفاران غیر مجاز از بین رفت.